# 久保田隆 (千代田化工建設)
久保田 隆（くぼた たかし、1946年〈昭和21年〉11月21日 - ）は、平成期の日本の実業家。日本の建設会社、エンジニアリング会社である千代田化工建設の社長・会長、エンジニアリング協会理事長、化学工学会会長を歴任。

## 経歴・人物
茨城県に生まれる。1969年（昭和44年）3月東北大学工学部化学工学科卒業後、千代田化工建設入社。1995年（平成7年）同社海外第2プロジェクト本部 プロジェクト部長、1998年（平成10年）取締役、2001年（平成13年）常務取締役兼執行役員、2004年（平成16年）取締役兼執行役員、2005年（平成17年）常務取締役兼執行役員を経て2007年（平成19年）に社長（代表取締役、取締役社長兼執行役員）となり、その後、2013年（平成25年）会長就任。2013年（平成25年）秋の褒章で藍綬褒章受章。2015年（平成27年）取締役相談役就任。
公益社団法人化学工学会の第55代会長（2012年 - 2013年）を務めた。